# Faxinal (gemeente)
Faxinal is een gemeente in de Braziliaanse deelstaat Paraná. De gemeente telt 16.032 inwoners (schatting 2009).